# John Bogers
John Bogers (Budel-Schoot, 3 januari 1964) was een Nederlandse wielrenner die als beroeps actief was tussen 1985 en 1989.

## Belangrijkste overwinningen
1985
- Omloop der Kempen

1986
- GP Stad Sint-Niklaas

## Resultaten in voornaamste wedstrijden
| Jaar | Ronde van Italië | Ronde van Frankrijk | Ronde van Spanje |
| ---- | ---------------- | ------------------- | ---------------- |
| 1985 |                  |                     |                  |
| 1986 |                  |                     |                  |
| 1987 | opgave           | buiten tijd         |                  |
| 1988 |                  |                     |                  |

| Jaar | Ronde van Vlaanderen | Amstel Gold Race | Luik-Bast.‑Luik | Parijs-Tours | Parijs-Brussel |
| ---- | -------------------- | ---------------- | --------------- | ------------ | -------------- |
| 1985 |                      |                  |                 |              | 64e            |
| 1986 |                      |                  |                 | 115e         |                |
| 1987 | 43e                  | 45e              | 84e             |              |                |
| 1988 |                      |                  |                 | 24e          | 86e            |